# SpaceLoft XL
SpaceLoft XL è un razzo sonda sviluppato dalla compagnia privata UP Aerospace. Il razzo è in grado di lanciare 79 libbre (36 kg) di carico utile verso una traiettoria sub-orbitale con un apogeo di circa 71,5 miglia (115 km). Ci vogliono solo 60 secondi per attraversare la linea Kármán (il "confine dello spazio" ufficiale a 100 km). Tutti i lanci sono sub-orbitali, quindi non completano una rivoluzione orbitale. I lanci vengono condotti dalla struttura di lancio della società presso Spaceport America a Upham, New Mexico.

## Descrizione
Il razzo è lungo 6 metri e ha un diametro di 25 cm, ed è costituito da un unico stadio alimentato da un motore a razzo a combustibile solido. I voli tipici durano circa 13 minuti, con oltre 4 minuti di assenza di gravità. Secondo quanto riferito, il razzo è in grado di raggiungere fino a 225 km (140 miglia) di altitudine, sebbene il suo apogeo standard sia vicino a 115 km (71 miglia).

## Lanci
Il primo lancio, SL-1 è stato effettuato alle 2:14 pm ora locale (20:14 UTC) il 25 settembre 2006, dallo Spaceport America. Durante il suo volo inaugurale, subì un "inaspettato effetto aerodinamico" e si schiantò nel deserto del New Mexico dopo aver raggiunto solo 40.000 piedi (12 km). 
Il secondo lancio, SL-2 originariamente previsto per il 21 ottobre 2006, è stato effettuato con successo il 28 aprile 2007 alle 8:56 ora locale (14:56 UTC). Il presidente della UP Aerospace, Jerry Larson, aveva dichiarato che il razzo era stato assemblato ed era stato sulla rotaia di lancio da martedì (24 aprile). Il carico utile principale consisteva in resti umani cremati, inclusi quelli dell'astronauta Gordon Cooper e dell'attore di Star Trek James Doohan, le cui ceneri erano anche a bordo dello sfortunato Falcon 1 quando ebbe un malfunzionamento nell'agosto 2008. 
Al 23 novembre 2019, UP Aerospace ha effettuato un totale di 18 lanci, di cui 13 con missili SpaceLoft XL, molti dei quali hanno avuto successo. Il terzo lancio, che è stato condotto alle 14:00 UTC il 2 maggio 2009, con esperimenti da parte degli studenti e il carico utile di Discovery per Celestis, presentava un'anomalia elettronica che causò una separazione precoce e non riuscì a raggiungere l'apogeo corretto. Ad oggi, l'altitudine più alta raggiunta dal razzo è stata raggiunta da SL-9, che ha stabilito un record di altitudine di Spaceport America quando raggiunse 77,25 miglia (124 km) il 23 ottobre 2014.